# シル・オースチン
シル・オースチン（Sil Austin、1929年9月17日 - 2001年9月1日）は、アメリカのジャズ・サクソフォーン奏者。彼はジャズの流れというよりは、あからさまに商業的な世界で最大の成功を収めたが、コールマン・ホーキンス、レスター・ヤング、ソニー・スティットを自身にとっての大きな影響と見なしていた。

## 略歴
オースチンは、アメリカ合衆国フロリダ州ダネロンで生まれ、12歳より演奏を独学で覚えた。1945年にフロリダ州セントピーターズバーグにおいて、「ダニー・ボーイ」を演奏して「テッド・マック・アマチュア・アワー」で優勝した。そのパフォーマンスが、彼にマーキュリー・レコードとのレコーディング契約をもたらし、ニューヨークへと移ってジュリアード音楽院でしばらく勉強した。
オースチンは、1949年の短期間にロイ・エルドリッジと、1951年から1952年にクーティ・ウィリアムスと、1952年から1954年にタイニー・ブラッドショウと演奏を行った後、成功へとつながることとなる自身が率いるツアー・グループを結成した。彼はマーキュリーから30枚以上のアルバムを録音し、「ダニー・ボーイ」（彼の代表曲）、「Slow Walk」、「My Mother's Eyes」などのポップ・チューンでトップ40・ヒットを数多く持った。「Slow Walk」は最高位17位を獲得した。オースチンは、1950年代のシングルのサウンドについて作家のウェイン・ジャンシクに解説した。「エキサイティングなホーン、鳴り響くホーン、ガットバケット（熱く土臭い）なホーンは、キッズが聴きたがっていたので、それらに寄せて演奏していくようになったのです。彼らはそれをロックンロールと呼びました。そしてレコードは売れていったのです」。
1960年代にマーキュリーを去った後、彼はシェルビー・シングルトンが所有するSSSを含む、他のいくつかのレーベルで録音した。また、1970年代には日本でいくつかのレコードを作成した。
オースチンは2001年に前立腺癌によって71歳で亡くなった。52歳の妻、ヴァーニス・オースチン牧師と、2人の娘、9人の孫、7人のひ孫が後に残された。

## ディスコグラフィ

### アルバム
- Slow Walk Rock (1957年、Mercury)
- Everything's Shakin' (1957年、Mercury)
- 『バトル・ロイヤル!』 - Battle Royal (1959年、Mercury) ※with レッド・プライソック (テナー・サックス)、デイヴ・マーティン (ピアノ)、エヴェレット・バークスデイル、ケニー・バレル (ギター)、ミルト・ヒントン (ベース)、パナマ・フランシス (ドラム)[5]
- 『静かに甘美に思いをこめて』 - Soft Plaintive and Moody (1960年、Mercury)
- 『テナー・サックスのムード』 - Plays Pretty for the People (1961年、Mercury)
- 『グリーン・フィールズ』 - Sil Austin with Strings and Choir Plays Folk Songs (1963年、Mercury)
- 『テナー・サックスの旅情』 - Plays Pretties Melodies of the World (1964年、Mercury)
- 『赤と黒のブルース』 - Sil Austin in Blues (1966年、Philips)
- Plays Pretty for the People Again (1967年、Mercury)
- 『魅惑のムード・テナー』 - Honey Sax (1969年、SSS)
- Soft Soul with Strings (1970年、SSS)
- Sil & The Silver Screen (1970年、SSS)
- 『任侠の世界』 - Ninkyo No Sekai (1971年、Philips)
- 『男の港唄』 - Otoko No Minatouta (1971年、Philips)
- 『恍惚のテナー・サックス』 - Tenor Sax Ecstasy (1974年、Fontana)
- Songs of Gold (1976年、SSS)